# Kleszczówka (województwo lubelskie)
Kleszczówka – wieś w Polsce położona w województwie lubelskim, w powiecie ryckim, w gminie Ryki.
W latach 1975–1998 miejscowość należała administracyjnie do ówczesnego województwa lubelskiego.
Wieś jest sołectwem w gminie Ryki. Według Narodowego Spisu Powszechnego z roku 2011 wieś liczyła 256 mieszkańców.
W lesie, ok. 2,5 km od wsi znajduje się mogiła żołnierzy Armii Radzieckiej.
Wierni Kościoła rzymskokatolickiego należą do parafii Nawiedzenia Najświętszej Maryi Panny w Bobrownikach.